# Hans Riddervold

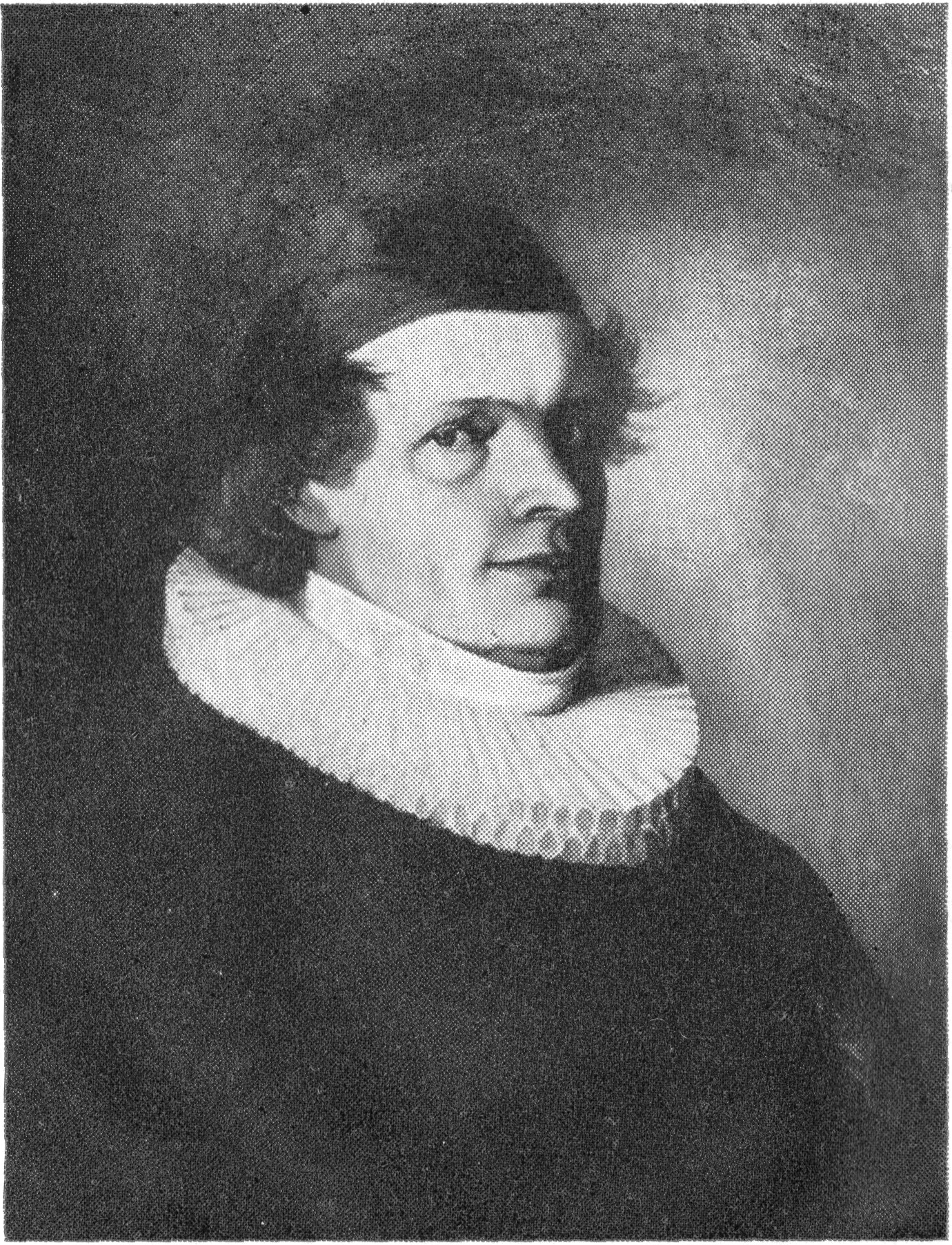
Hans Riddervold.

Hans Riddervold, född den 7 november 1795 vid Åsgårdstrand, död den 20 juli 1876 i Kristiania, var en norsk präst, biskop och politiker.
Riddervold var far till Julius Riddervold.
Riddervold, som var adjunkt vid katedralskolan i Kristiania 1814-17, blev teologie kandidat 1819 och samma år kaplan och lektor ("overlærer") vid borgarskolan i Fredrikstad. År 1832 blev han kyrkoherde i Fredrikshald, 1842 i Østre Toten och var 1843-48 biskop i Trondhjems stift.
Riddervold var ledamot av alla storting 1827-42 som representant först för Fredrikstad, senare för Fredrikshald. Han undanbad sig omval 1845, men valdes ånyo 1848 av Trondhjem. Riddervold betecknades som stortingets mest imponerande personlighet. Han var medlem av alla viktiga kommittéer, stortingets president 1830-42 och 1848, ledamot av den första unionskommittén 1839-41 samt utövade i och utanför stortinget betydande inflytande.
Åren 1848-72 var han chef för kyrkodepartementet. Under denna långa tid styrde han Norges kyrka, skola, vetenskapliga institutioner och kulturliv med stor myndighet och betydlig administrativ skicklighet. Fastän politiskt och kyrkligt strängt konservativ motsatte han sig aldrig väl förberedda och tidsenliga reformkrav, varjämte han ställde sig fullt förstående för och stödde den "revolutionära" diktning, som bröt igenom med Ibsen och Bjørnson.